# Герасимов, Иннокентий Петрович (географ)
Иннокентий Петрович Герасимов (26 ноября [9 декабря] 1905, Кострома — 30 марта 1985, Москва) — советский учёный-географ, профессор МГУ (1936—1950). Директор Директор Института географии АН СССР (с 1951), академик АН СССР (1953).
Основатель нового научного направления — конструктивная география, ориентированного на преобразование природы и рациональное использование природных ресурсов в условиях социалистического общества.

## Биография

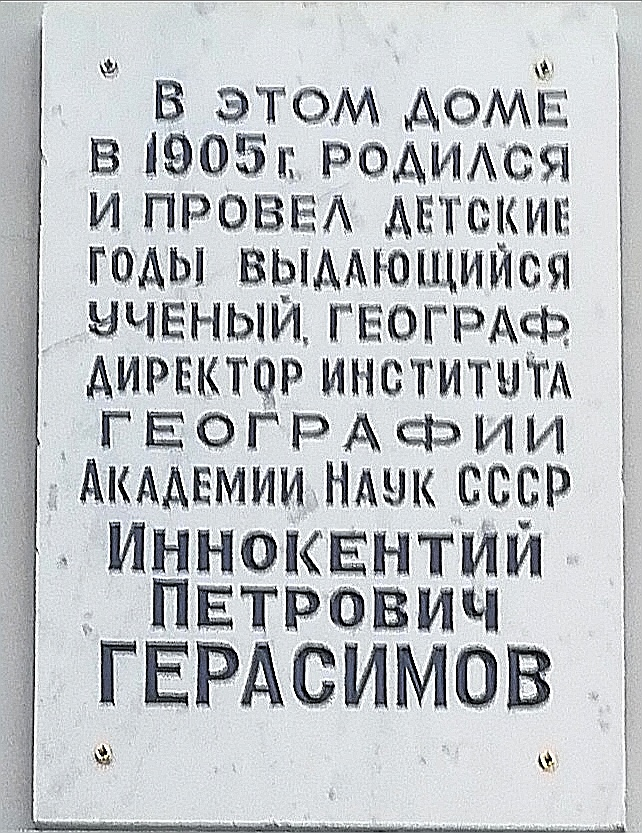
Мемориальная доска в Костроме. Ул. Шагова, 3

Родился 26 ноября (9 декабря) 1905 года в городе Кострома, Костромская губерния, в семье юриста Петра Васильевича Герасимова, погибшего на войне (1916) и Марии Павловны Шигориной. В семье было трое детей. В Костроме на д. 3 по улице Шагова установлена мемориальная доска И. П. Герасимову.
В 1907 году семья переехала в Санкт-Петербург. Начальное образование получил в Петрограде, среднюю школу он закончил в городе Пермь. Переезды семьи были связаны с врачебной службой отчима М. С. Моисеева.
В 1922 году поступил в Петроградский Географический институт, который в 1925 году был преобразован в географический факультет Ленинградского университета. В 1926 году окончил географический факультет Ленинградского государственного университета. Затем под руководством С. С. Неуструева обучался там же в аспирантуре, которую окончил в 1930 году.
С 1935 по 1956 годы работал в Почвенном институте им. В. В. Докучаева АН СССР заведующим отделом географии и картографии почв.
В 1936 году защитил докторскую диссертацию на тему «Основные черты развития современной поверхности Турана: Опыт геоморфологической монографии».
4 декабря 1946 года был избран членом-корреспондентом Академии наук СССР по специальности «география и почвоведение».
С 1951 по 1985 годы был директором Института географии АН СССР.
23 октября 1953 года был избран академиком АН СССР по специальности «физическая география и почвоведение».
В 1957 году организовал Институт географии СО АН СССР, Герасимов был директором этого института с 1957 по 1959 годы.
В 1939 году вместе с Константином Константиновичем Марковым составил первую в СССР сводку, посвящённую истории ледникового периода на территории Советского Союза. Под руководством Герасимова была составлена Государственная почвенная карта СССР. В 1946 году предложил термин «геотектура».
В 1967 году И. П. Герасимов за «Физико-географический атлас мира» выдвигался на соискание Государственной премии СССР.
В начале 1970 годов стал инициатором международного эколого-географического проекта «Альпы-Кавказ», в котором приняли участие совместно с советскими учёными ведущие французские специалисты в области географии и геологии горных территорий. Успешное франко-советское сотрудничество вызвало интерес болгарских коллег, которые выступили с предложением организовать сходный сравнительно-географический проект на территории Кавказа и Стара-Планины.

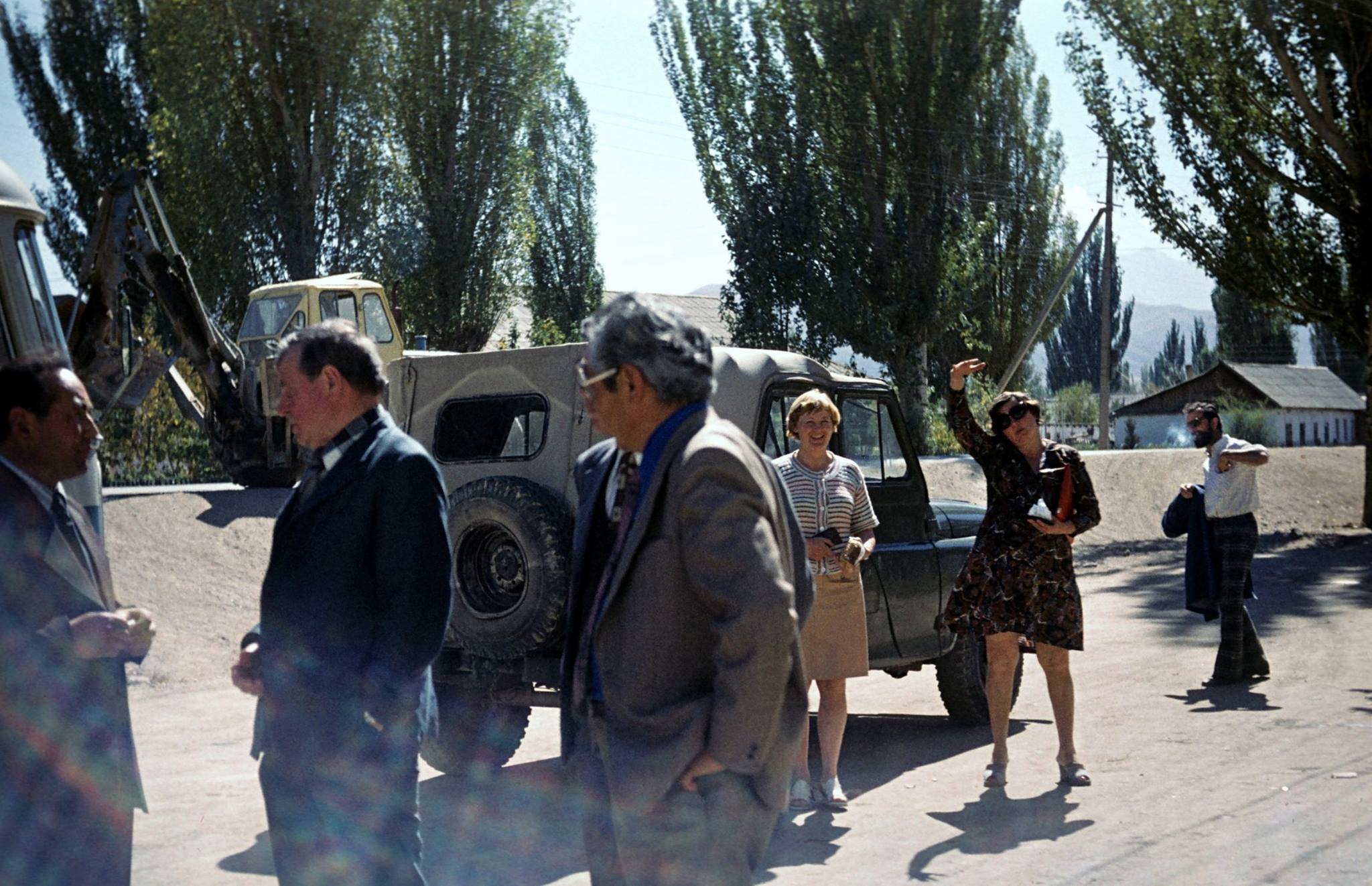
На 30-летии станции, 1978 г.

В 1973 году ему была присуждена Государственная премия СССР в области науки и техники (за 1972 год), за создание Национального атласа Кубы.
С 1975 года вместе с Ю. А. Израэлем принимал в работе секции «Мониторинг состояния биосферы» при Научном совете по проблемам биосферы при Президиуме АН СССР. По итогам работы в секции И. П. Герасимовым были выработаны принципы проведения экологического мониторинга. Вместе с Ю. А. Израэлем и В. С. Соколовым он также участвовал в разработке концепции советских биосферных заповедников, а с В. С. Преображенским разрабатывал принципы работы советских национальных парков.
В завершающий период жизни И. П. Герасимов по приглашению А. С. Монина и А. П. Лисицына принял участие в работе геологического отряда Института океанологии АН СССР. В ходе нескольких экспедиций в Атлантическом и Тихом океане учёный имел возможность убедиться в подлинности идей мобилизма и проводил исследования того, как именно движение литосферных плит оказывает влияние на геоморфологию морского дна.

Могила И. П. Герасимова

Скончался 30 марта 1985 года в Москве. Похоронен на Кунцевском кладбище.

## Награды, звания и премии

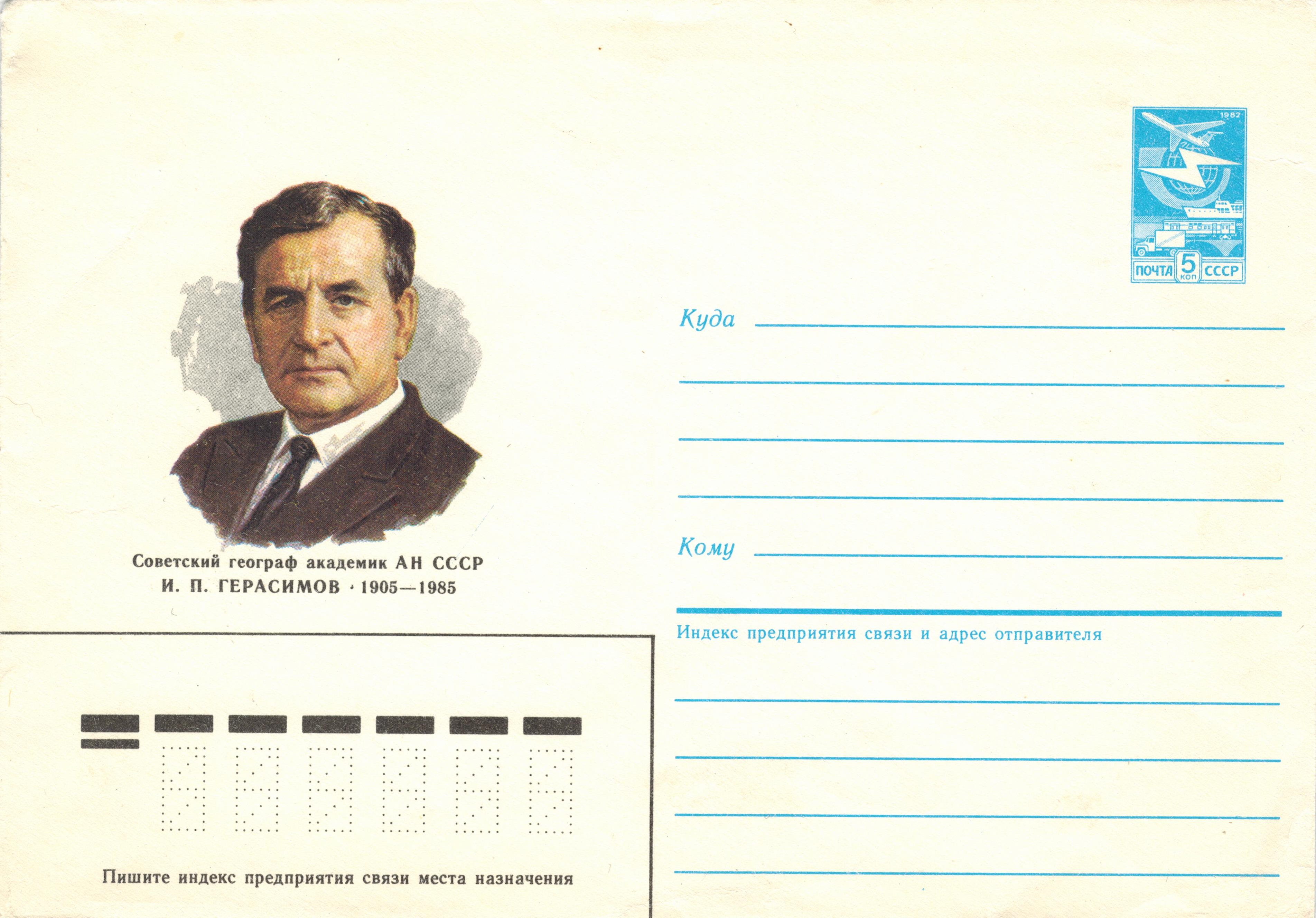

- 1944 — Заслуженный деятель науки Казахской ССР[6]
- 1945 — орден Красной Звезды (10 июня)[7]
- 1953 — Орден Ленина
- 1960 — Медаль имени Н. М. Пржевальского (1960)
- 1963 — Золотая медаль имени В. В. Докучаева, за совокупность работ в области генезиса, географии и картографии почв
- 1963 — Димитровская премия[12]
- 1965 — орден «Знак Почёта»
- 1967 — Золотая медаль ВДНХ[7]
- 1973 — Государственная премия СССР (1972), за создание Национального атласа Кубы
- 1975 — Орден Ленина
- 1979 — Большая Золотая медаль Географического общества СССР
- 1987 — Премия имени А. П. Виноградова (с А. А. Величко), за атлас-монографию «Палеогеграфия Европы за последние сто тысяч лет»

В честь И. П. Герасимова названа гора на острове Кунашир (Охотское море, Курильские острова).

## Членство в организациях
- 1945 — Член ВКП(б).
- 1946 — Член-корреспондент АН СССР, c 4 декабря, Отделение геолого-географических наук (география и почвоведение). 1953 — Академик АН СССР, c 23 октября, Отделение геолого-географических наук (физическая география, почвоведение)
- 1960 — Президент Всесоюзного общества почвоведов (1960—1971)[6]
- 1962 — Действительный член Академии наук Болгарии
- 1964 — Член академии «Леопольдина» (ГДР)[20]
- 1968 — Член Германской Академии наук в Берлине
- 1968 — Член Академии сельскохозяйственных наук ГДР
- 1975 — Почётный член Географического общества СССР[6].

## Публикации
Автор более 1200 научных публикаций, среди них основные труды:
- Герасимов И. П., Земляков Б. Ф., Мирчинк Г. Ф. и др. Карта отложений четвертичной системы Европейской части СССР и сопредельных с нею территорий. Масштаб 1 : 2 500 000. Л.: Георазведгиз, 1932.
- Герасимов И. П., Марков К. К. Четвертичная геология: (Палеогеография четвертичного периода): Учебное пособие для университетов и пед. институтов. — М.: Учпедгиз, 1939. — 364 с.
- Герасимов И. П., Марков К. К. Ледниковый период на территории СССР. Физико-географические условия ледникового периода. М.; Л.: Издательство АН СССР, 1939. 462 с. (Тр. Института географии АН СССР; Вып. 33)
- Герасимов И. П. Мои зарубежные путешествия. М.: Географгиз, 1959. 183 с. Тираж 30 000 экз.
- Герасимов И. П., Глазовская М. А. Основы почвоведения и география почв. М.: Географгиз, 1960. 490 с.
- Герасимов И. П. Генетические, географические и исторические проблемы современного почвоведения. М.: Наука, 1976. 298 с.
- Герасимов И. П. Новые пути в геоморфологии и палеогеографии. М.: Наука, 1976. 400 с.
- Герасимов И. П. Основы конструктивной географии. М., 1986. (Библиотека учителя географии).
- Герасимов И. П. Проблемы глобальной геоморфологии: Современная геоморфология и теория мобилизма в геологической истории Земли. М.: Наука, 1986. 207 с.
- Герасимов И. П. Эволюция и дифференциация природы Земли: Избранные труды. М.: Наука, 1990. 312 с.